# Климчук Василь Анатолійович
Василь Анатолійович Климчук (* 26 квітня 1971, Гайсин, Вінницька область) — український журналіст, телеведучий та медіаменеджер. Заслужений журналіст України (2007).

## Життєпис
У 1996 році закінчив Інститут журналістики Київського університету ім. Т.Шевченка. Стажувався в Інформаційному департаменті уряду США, редакція «Вікно в Америку» у Вашинґтоні (1996). Володіє англійською мовою. Спеціалізація — міжнародна журналістика, інформаційно-розважальні програми живого ефіру.
З 04.1992 — ведучий програм «Укртелефільм».
1992 — УТ-3, ведучий програм.
1994 — Державна телерадіокомпанія України, спеціальний кореспондент.
1995 — Національна телекомпанія України, завідувач редакції та ведучий «Доброго ранку Україно!» ТВО «УТН».
1996 — Національна телекомпанія України, завідувач відділу інформації ТВО «УТН».
1997−2008 — Національна телекомпанія України, (з 2001 р — ТРК «Ера») — завідувач редакції, генеральний продюсер та ведучий «Доброго ранку Україно!». Засновник проекту «Країна OnLine».
2009 — Кіровоградська Обласна Державна ТРК, автор, ведучий і продюсер програми «За кіровоградським часом».
2010 — Київська Державна Регіональна ТРК, автор і ведучий проекту «Рано-вранці».
2012 — 2015 Директор парламентського телеканалу «Рада».
2013 — Генеральний директор телеканалу «Ukrainian Fashion».
2013—2018 — Генеральний продюсер телеканалів «HDFASHION» і «IDFASHION».
2018 — Закінчив навчання в Youtube AirAcademy. Відкрив і успішно розвиває в Youtube авторський інформаційний канал «ВАСИЛЬ КЛИМЧУК».
2018- і по теперішній час є ведучим програм «Kyiv Live» і «60 хвилин з Василем Климчуком» на телеканалі «Київ».

## Нагороди та відзнаки
- 2003 Володар титулу «Людина року» в номінації «Журналіст року в галузі електронних ЗМІ»
- 2007 Заслужений журналіст України

Учасник бойових дій